# Сеговія (провінція)
Сеговія (ісп. Segovia) — провінція в центрі Іспанії розташована в автономному співтоваристві Кастилія і Леон. Адміністративний центр — місто Сеговія.